# Mamiña
Mamiña (del aimara: imilla ‘niña de mis ojos’) es una localidad conocida por las bondades terapéuticas de sus aguas termales sulfurosas. Ubicada en la comuna de Pozo Almonte, Provincia del Tamarugal en la Región de Tarapacá, Chile, es un importante lugar de Turismo de descanso y de Salud. Actualmente, es el territorio patrimonial de la Comunidad Indígena de Mamiña.
Con 548 habitantes, debido a la cercanía a importantes yacimientos mineros de cobre actualmente explotándose, es uno de los pocos poblados antiguos en la precordillera del Norte Chileno, que está repoblándose. Se ubica a 2750 m s. n. m. Sus casas originarias, fueron todas construidas de piedra volcánica de la zona, techos de paja y barro. En sus alrededores aún se pueden apreciar las terrazas escalonadas que hoy están abandonadas, pero que fueron utilizadas como tierras para el cultivo.

## Toponimia
Cuenta la leyenda que la hija única de un jefe inca (quechua) recuperó la vista al utilizar las aguas, famosas por sus bondades terapéuticas. Su padre, para conmemorar el milagro, ordenó que al valle lo nombraran “niña de mis ojos”, o sea, Mamiña. La zona ya había sido ocupada por otros grupos humanos (como de la Cultura Puquina) desde antes del dominio Inca y hoy en día aún sobreviven edificaciones (en el casco antiguo) que datan del período colonial español.

## Atractivos turísticos

### Iglesia de Mamiña

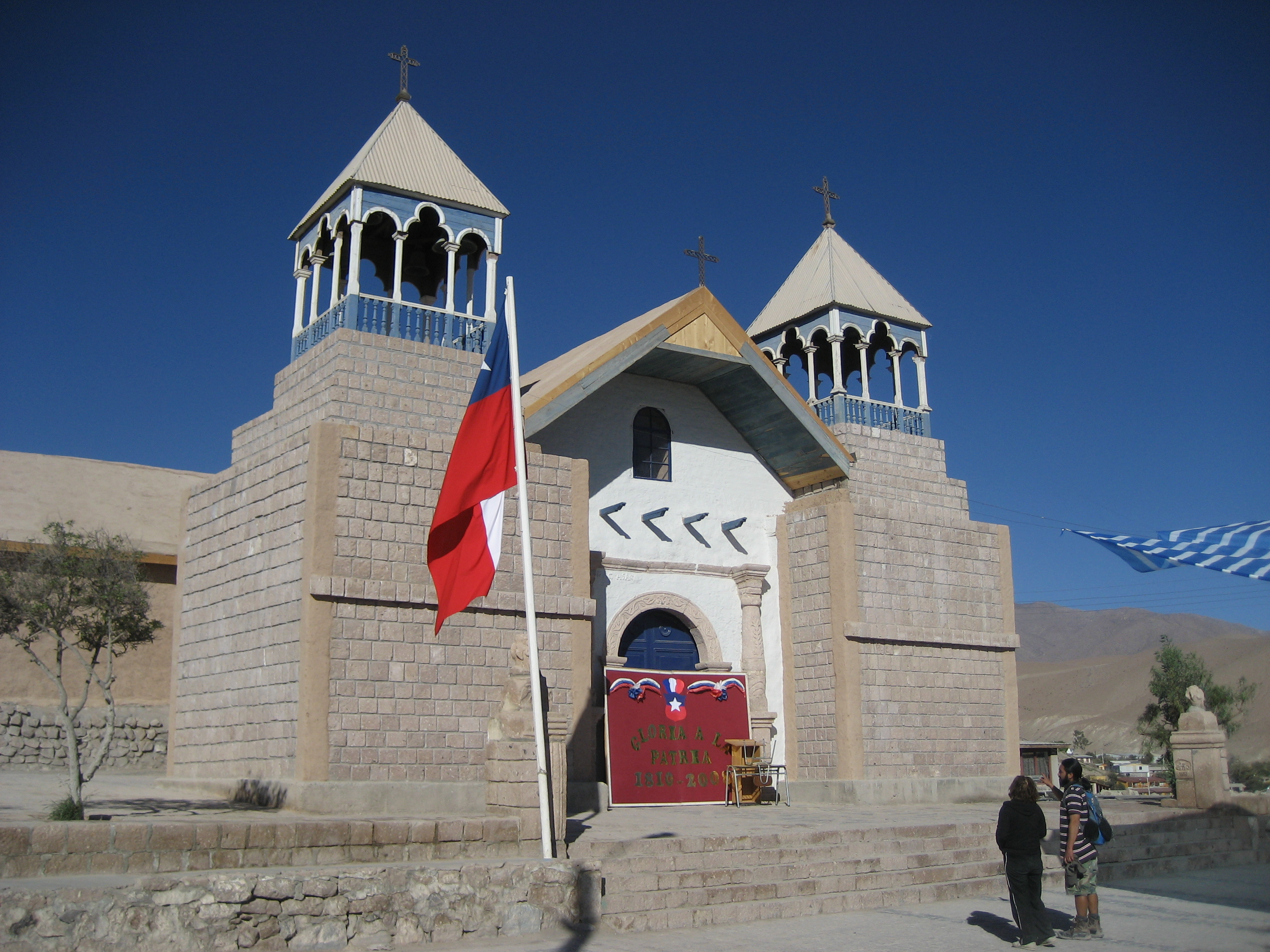
Iglesia de Mamiña en 2008.

En su casco antiguo sobresale la Iglesia de San Marcos, levantada en 1632, sobre un antiguo cementerio indígena, trasladado en 1865.
Destaca en su arquitectura características únicas en relación con el estilo andino, siendo construida una piedra volcánica de color rosa, llamada liparita. Posee dos torreones coronados por campanarios de madera y pintados de azul. En su interior, el coro está integrado por un órgano e incluye detalles tanto en madera como en piedra. Dicha estructura corresponde al estilo denominado barroco cordillerano, y posee una de las funciones destacadas al igual que la totalidad de templos de la región de Tarapacá, teniendo un uso como cementerio colonial, legado del dominio colonial español que sobrevivió hasta la república peruana. 
El día domingo 8 de enero de 2017 el templo sufrió un incendio que lo destruyó completamente.

### Termas de Mamiña
Se ubican a más de 2.700 m s. n. m. y a 77 km al oriente de Pozo Almonte. Se compone de varias fuentes termales, incluyendo a las vertientes Ipla y El Tambo. Una de las más famosas son los "Barros chinos", unas termas de agua caliente y de barro microvegetal que antiguamente curaron a inmigrantes chinos enfermos con psoriasis.
En la primera la temperatura alcanza los 45 °C y la segunda bordea los 57 °C. A las Termas se les da diversos usos dado que existen baños de barro y baños de aguas termales. Estas purísimas aguas también pueden ser bebidas, por lo que la Compañía transnacional Coca Cola, ha instalado una embotelladora de Agua Mineral de su exclusiva propiedad.
Las hidroterapias con estas aguas, se recomiendan para tratamientos de afecciones respiratorias, nerviosas, reumáticas, dermatológicas, diabéticas, fatigas mentales, anemias, ciáticas, lumbociáticas, neurológicas, úlceras y enfermedades articulares. Sus baños termales y de vapor, en pequeñas piscinas, se encuentran accesibles durante todo el año. 
Luis Risopatrón describe sus fuentes termales en el Diccionario Jeográfico de Chile de 1924:
Sipuna (Vertiente termal) 20° 05'? 69° 15'? Revienta en la quebrada de Mamiña. 2, 8, p. 292; 77, c. 92; 95, p. 53; i 149, i, p. 144.: 846 
Mamiña (Vertientes de) 20° 05' 69° 14'. Desprenden olor a hidrójeno sulfurado i revientan en porfiritas i dioritas, con 52 a 53° C de temperatura las principales i 18 á 38° C las mas pequeñas; se han cubierto con techo para aprovecharlas en el baño, en la quebrada del mismo nombre. 61, CXLVI, p. 320; i 168, p. 52; i termas Baños de Mamiña en 68, p. 37.: 521 
Tambo (Vertiente de El) 20° 05'? 69° 15'? Es termal i revienta en la quebrada de Mamiña. 2, 8, p. 292; 77, p. 102; 95, p.,53; i 149, i, p. 144.: 867 
Mamiña (Quebrada de) 20° 06' 69° 16'. Presenta buena agua dulce, pasto i alguna vejetacion, corre hacia el SW, se junta con la de Imagua i forma la de Juan de Morales. 63, p. 101; 77, p. 54; 95, p. 53; i 155, p. 419.